# Laurie Byers
Laurie Byers (Whangarei, Nueva Zelanda; 3 de marzo de 1941 – 21 de julio de 2024) fue un político y ciclista neozelandés especialista en ciclismo en ruta.

## Carrera

### Ciclismo
A nivel de Juegos Olímpicos participó en una única edición, la de Tokio 1964 donde en la prueba de ruta individual finalizó en el décimo lugar entre 132 participantes, y en la prueba por equipos finalizó en el puesto 18 entre 33 países.
También participó en dos ediciones de los Juegos de la Mancomunidad donde ganó medalla de bronce en la prueba de ruta individual en 1962 y 1966.

### Político
Byers fue elegido como miembro del Far North District Council, cargo que ocupó por 18 años, incluyendo la función de alcalde.